# Vườn quốc gia Dãy núi Great Smoky
Vườn quốc gia Dãy núi Great Smoky (tên tiếng Anh: Great Smoky Mountains National Park) là một vườn quốc gia và di sản thế giới tại Hoa Kỳ. Nó nằm trên đường ranh giới phía đông của dãy núi Great Smoky, một phần của dãy núi Blue Ridge là một phần của dãy Appalachia lớn hơn. Ranh giới giữa hai tiểu bang Tennessee và Bắc Carolina chạy theo hướng đông bắc đến tây nam qua giữa vườn quốc gia này. Đây là vườn quốc gia được ghé thăm nhiều nhất tại Hoa Kỳ với hơn 11,4 triệu du khách trong năm 2018. Đường mòn Appalachian từ Maine đến Georgia băng qua trung tâm vườn quốc gia. Nó được Quốc hội Hoa Kỳ thông qua và chính thức được khánh thành bởi tổng thống Franklin D. Roosevelt vào năm 1940.
Với diện tích 522.419 mẫu Anh (816,28 dặm vuông Anh; 211.415,47 ha; 2.114,15 km2), đây là một trong những khu bảo tồn lớn nhất miền Đông Hoa Kỳ. Lối vào chính của vườn quốc gia nằm dộc theo Tuyến đường 441 tại Gatlinburg, Tennessee và Cherokee, Bắc Carolina. Đây là vườn quốc gia đầu tiên có đất và chi phí liên quan được trả bằng một phần quỹ liên bang, trong khi hầu hết các vườn quốc gia trước đó được trả hoàn toàn bằng tiền của bang hoặc quỹ tư nhân.